# Балыкла
Балыкла — река в России, протекает по Тюльганскому и Сакмарскому районам Оренбургской области. Длина реки составляет 15 км.
Начинается к северо-западу от села Тимашёво. Течёт в северном направлении по открытой местности. Устье реки находится в 38 км по левому берегу реки Чебенька между сёлами Романовка и Екатериновка.
Основные притоки — Красная Круча и Степной, оба — правые.

## Данные водного реестра
По данным государственного водного реестра России относится к Уральскому бассейновому округу, водохозяйственный участок реки — Сакмара от впадения реки Большой Ик и до устья. Речной бассейн реки — Урал (российская часть бассейна).
Код объекта в государственном водном реестре — 12010000712112200006596.